# Lácydes Moreno Blanco
Lácydes Moreno Blanco (Burdeos, 30 de agosto de 1920—14 de mayo de 2015) fue chef, historiador y empresario colombiano.

## Biografía
Nacido en Burdeos (Francia), Lácydes Moreno creció en Cartagena; su padre fue el periodista y fundador de El Mercurio, Benjamín Moreno Torralbo, que también fue jefe de redacción y editorialista de El Siglo.
Por su trabajo cultural, el Ministerio de Cultura lo galardonó con el Premio a la Vida y Obra, en el año 2014. Además se desempeñó como embajador de Colombia en Haití, Cónsul General en Tokio, Secretario de la Embajada en Cuba y Encargado de Negocios en Noruega y en Praga.
Lácydes Moreno Blanco trabajó sin descanso por proteger y divulgar la cultura gastronómica del país, y especialmente la cocina cartagenera, y sembró la semilla del gran movimiento de la gastronomía que vive el país”, dijo Zully Salazar Fuentes, presidenta Ejecutiva de la Corporación Turismo de Cartagena. También se desempeñó como periodista en Cartagena y además fue miembro de la Academia Colombiana de la Lengua. Sus publicaciones sobre culinaria se convirtieron en ejemplos a seguir para las nuevas de generaciones. 

## Obras
- 2000, Recetas de la abuela, 2 volúmenes: vol. 1:Sopas, carnes, pescados y mariscos, salsas; vol. 2: Aves, huevos, granos, verduras, bebidas, postres, dulces y helados
- 2000, Carnes y aves: recetas de la abuela
- 2000, Harinas y verduras: recetas de la abuela
- 2000, Pescados y mariscos: recetas de la abuela
- 2000, Postres, helados y bebidas: recetas de la abuela
- 2000, Sopas y cremas: recetas de la abuela
- 2000, Cocina de siempre: sopas, carnes, pescados y mariscos, salsas, aves, huevos, granos, verduras, bebidas, postres, dulces y helados
- 2008, Diccionario de vozes culinarias
- 2012, Palabras junto al fogón: selección de golosos textos culinarios y antología de viandas olvidadas